# Бояне
Бояне или Бояни (на македонска литературна норма: Бојане; на албански: Bojani) е село в община Сарай, Северна Македония.

## География
Селото е разположено на десния бряг на река Вардар след изхода ѝ от клисурата Дервент в западния край на Скопското поле, в подножието на планината Жеден.

## История
Името на селото е засвидетелствано в XVII - XVIII век като Боіане, Боіание, Боане. Според Йордан Заимов етимологията на името едва ли е от прилагателно от личното име Боян + je, jiq а е от местното име *Бой, от изчезнало значение на бой, сравнимо с руското диалектно бой, „мъчен път“, бой место, „място, открито за ветрове“, българското прибой, „стръмен речен бряг“, селищното име Прибой, Радомирско, местно име Прибой при Дебнево, Троянско, Прибоя при Лесичево, Пазарджишко, Небояни, Кочанско.
В края на XIX век Бояне е албанско село в Скопска каза на Османската империя. Според статистиката на Васил Кънчов („Македония. Етнография и статистика“) в 1900 година Бояни има 175 жители арнаути мохамедани.
На етническата си карта на Северозападна Македония в 1929 година Афанасий Селишчев отбелязва Бояне като албанско село.
Според преброяването от 2002 година Бояне има 2230 жители.
| Националност     | Всичко |
| северномакедонци | 1      |
| албанци          | 2225   |
| турци            | 0      |
| роми             | 0      |
| власи            | 0      |
| сърби            | 0      |
| бошняци          | 0      |
| други            | 4      |

## Личности
Родени в Бояне
- Емин Бояна, албански революционер, участник в Албанското въстание (1843 – 1844)